# Liste der Provinzialstraßen in der Provinz Fryslân
Die Liste der Provinzialstraßen in der Provinz Friesland ist eine Auflistung der Provinzialstraßen (niederländisch: provinciale wegen) in der niederländischen Provinz Fryslân.
Die Provinzialstraßen tragen eine N-Nummer. Es gibt aber auch nicht gekennzeichnete Provinzialstraßen. Bei den mit einer N-Nummer versehenen Provinzialstraßen werden zwei Klassen unterschieden. Die Provinzialstraßen erster Ordnung tragen in Fryslân dreistellige N-Nummern, die mit der Ziffer 3 beginnen, diejenigen zweiter Ordnung beginnen in Fryslân mit der Ziffer 9.
Die erlaubte Höchstgeschwindigkeit beträgt innerhalb geschlossener Ortschaften 50 km/h. Außerhalb geschlossener Ortschaften beträgt sie in der Regel 80 km/h.

## Provinzialstraßen erster Ordnung
Der Straßenverlauf wird in der Regel von Nord nach Süd und von West nach Ost angegeben.
| Nr.   | Verlauf |
| ----- | --- |
| N 351 | (N 351 in der Provinz Overijssel) – Provinzgrenze – Slijkenburg – Scherpenzeel – Nijetrijne – Oldetrijne – Wolvega – – Oldeholtpade – Nijeholtpade – N 353 – Oldeberkoop – Nijeberkoop – N 381 in Oosterwolde                                                |
| N 353 | N 380 – Oldeberkoop – N 351 – Zandhuizen – Noordwolde – Provinzgrenze – (N 353 in der Provinz Overijssel) |
| N 354 | in Grou – N 384 – Dearsum – Schamegoutum – Sneek – – Jutrijp – Hommerts – N 928 – Spannenburg – N 927 – Follega – |
| N 355 | N 357 in Leeuwarden – N 361 – Tytsjerk – Hurdegaryp – N 356 – Noardburgum – N 369 – Twijzel – N 358 – Buitenpost – N 910 – Burum – Provinzgrenze – (N 355 in der Provinz Groningen)                                                                          |
| N 356 | Schiffsanleger in Holwert – N 358 – N 357 – Holwert – Waaxens – Brantgum – Foudgum – Dokkum – N 361 – Damwâld – Feanwâlden – N 355 – Burgum – N 913 – N 31                                                                                                   |
| N 357 | N 356 in Holwert – Blije – Ferwert – Hallum – Hijum – Stiens – N 393 – N 355 – Leeuwarden – N 383 – N 32 |
| N 358 | N 356 in Holwert – Ternaard – Easternijtsjerk – Mitselwier – N 361 – Groot Medhuizen – Ie – Ingwierrum – N 910 – N 355 – Buitenpost – Surhuizum – Surhuisterveen – Provinzgrenze am östlichen Straßenrand – N 981 – Provinzgrenze am östlichen Straßenrand – |
| N 359 | – Boksum – N 384 – Bonkwerd – Wommels – Bolsward – – Tjerkwerd – Parrega – Workum – Koudum – Galamadammen – N 928 – Balk – Lemmer – N 712 – |
| N 361 | N 355 in Tytsjerk – Gytsjerk – Oentsjerk – Aldtsjerk – Rinsumageast – N 356 – Dokkum – N 910 – N 358 – Moarre – Eanjum – Provinzgrenze – (N 361 in der Provinz Groningen)                                                                                    |
| N 369 | N 355 in Holwert – Kootsertille – Drogeham – Harkema – Rottevalle – in Drachten |
| N 380 | in Heerenveen – Oudeschoot – Mildam – Nieuwehorne – Oudehorne – N 353 – N 392 – Jubbega – Hoornsterzwaag – N 381 in Donkerbroek |
| N 381 | / in Drachten – N 917 – Donkerbroek – N 380 – Oosterwolde – N 351 – N 919 – Provinzgrenze – (N 381 in der Provinz Drenthe) |
| N 383 | N 393 in Sint Annaparochie – Berlikum – Beetgum – N 398 (geplant) – / – N 357 in Leeuwarden |
| N 384 | N 393 in Tzummarum – Dongjum – – Franeker – Wjelsryp – Winsum – N 359 – Wiuwert – Indijk – N 354 in Dearsum |
| N 390 | Harlingen, Hafen – Almenum – N 393 – / in Midlum |
| N 392 | in Akkrum – Aldeboarn – Tijnje – – Korredijk – N 380 in Jubbega |
| N 393 | N 390 – Pietersbierum – Sexbierum – Oosterbierum – N 384 – Tzummarum – Minnertsga – Sint Jacobiparochie – Sint Annaparochie – N 383 – Vrouwenparochie – N 398 (geplant) – N 357 in Stiens                                                                    |
| N 398 | (geplante Streckenführung:) N 393 in Stiens – Beetgumermolen – N 383 |

## Provinzialstraßen zweiter Ordnung
Der Straßenverlauf wird in der Regel von Nord nach Süd und von West nach Ost angegeben.
| Nr.   | Verlauf |
| ----- | --- |
| N 712 | N 359 in Lemmer – Provinzgrenze – (N 712 in der Provinz Flevoland)                                          |
| N 910 | N 361 in Dokkum – Westergeest – Triemen – N 358 – Kollum – N 355 in Buitenpost                              |
| N 913 | N 356 in Burgum – Garyp –                                                                                   |
| N 917 | N 381 in Drachten – Ureterp – Siegerswoude – Bakkeveen – Waskemeer – N 918/N 979 in Haulerwijk              |
| N 918 | N 917/N 979 in Haulerwijk – N 919 in Weperpolder                                                            |
| N 919 | N 381 in Oosterwolde – N 918 – Weperpolder – Nieuw Weper – Provinzgrenze – (N 919 in der Provinz Groningen) |
| N 924 | – Oosterzee Buren – Echten – Echtenerbrug – Rottum – in Heerenveen                                          |
| N 927 | N 354 in Spannenburg – Sint Nicolaasga –                                                                    |
| N 928 | N 354 – Woudsend – IJpecolsga – Harich – N 359 in Balk                                                      |
| N 979 | (N 979 in der Provinz Drenthe) – Provinzgrenze – N 917/N 918 in Haulerwijk                                  |
| N 981 | N 369 – Surhuisterveen – N 358 – Provinzgrenze – (N 981 in der Provinz Groningen)                           |